# Terra Mítica

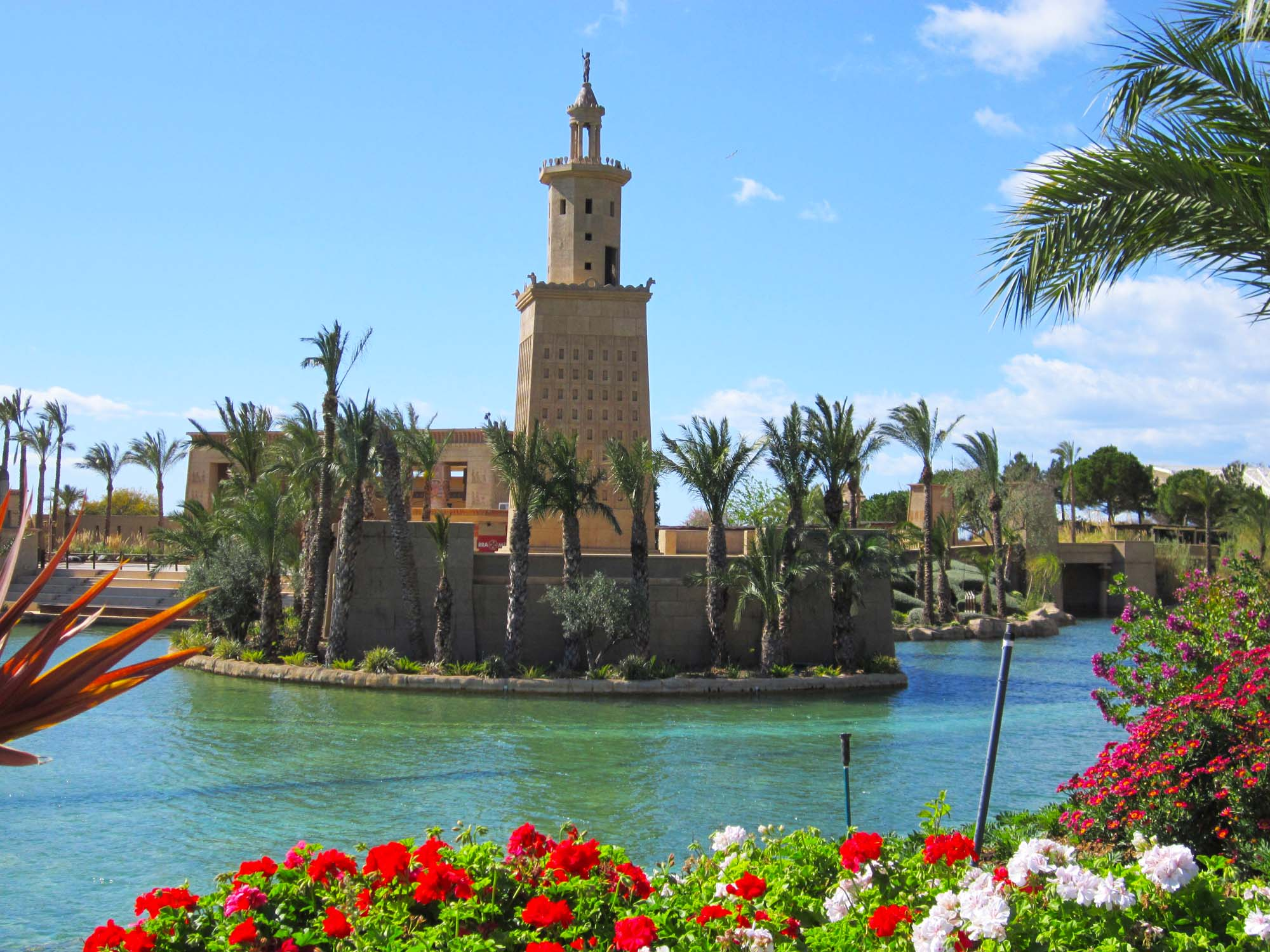
Representació del Far d'Alexandria, ubicada a la zona `"Egipto".

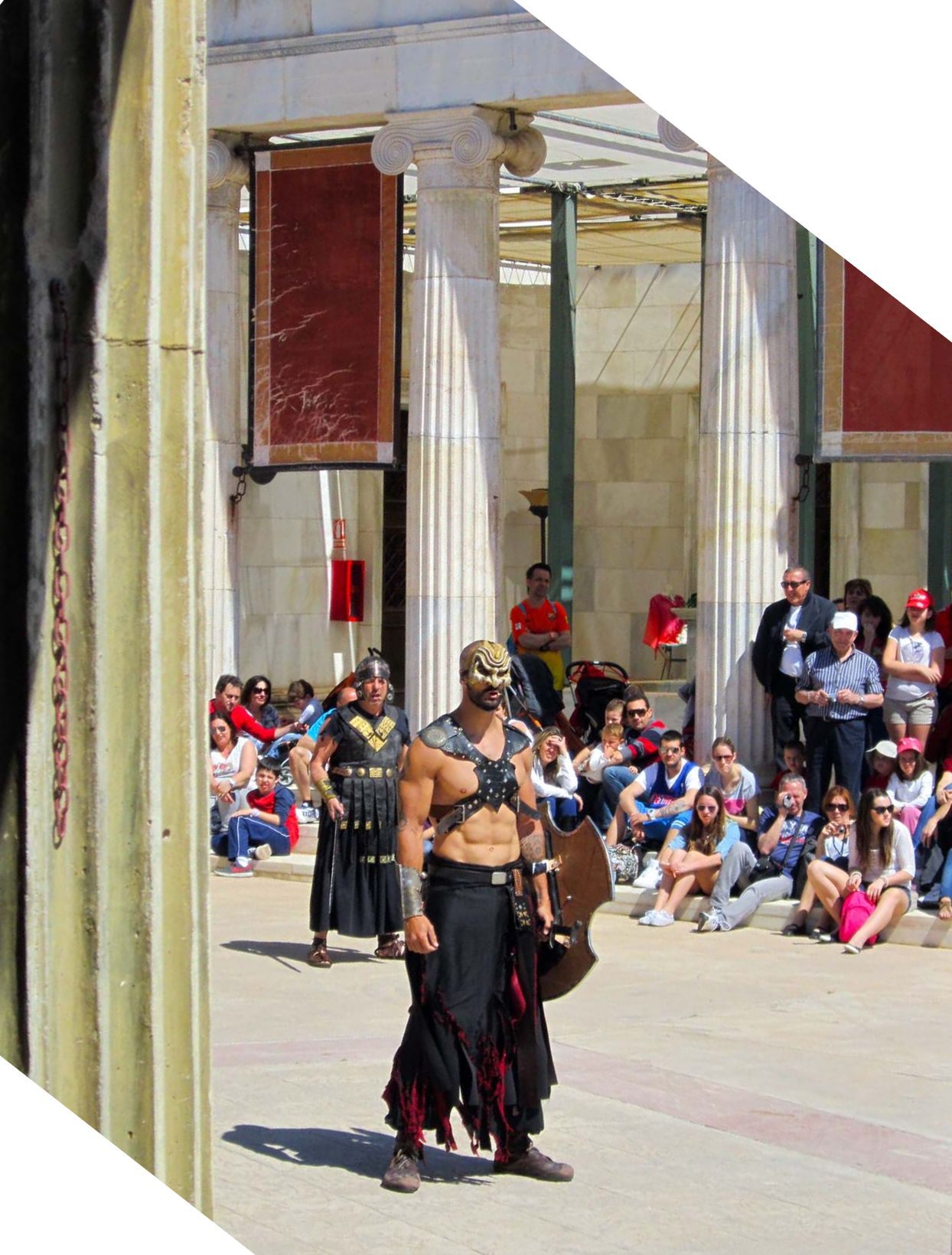
Espectacle al carrer en la zona de "Grecia"

Terra Mítica és un parc temàtic situat a Benidorm (Marina Baixa) que es va inaugurar el 2000. Està basat en les antigues civilitzacions del Mediterrani, de manera que es distribueix en cinc zones temàtiques: Egipte, Grècia, Roma, Ibèria i Les Illes (Mar Egeu).
Les seues principals atraccions són el Magnus Colossus, una muntanya russa de fusta; Titànide, una muntanya russa invertida amb cinc inversions; La Fúria de Tritó, un "splash" amb dues caigudes de 10 i 17 metres d'altura; Tizona, una muntanya russa invertida construïda el 2003; El Vol del Fènix, una torre de caiguda lliure de 60 metres; Synkope, un pèndol gegant; i Inferno, una muntanya russa de quarta generació en la qual els carros giren verticalment al seu lliure albir al llarg de tot el recorregut.

## Història
El parc se situa en uns terrenys boscosos que es van cremar a l'estiu de 1992. Aquests terrenys, que estaven qualificats de no-urbanitzables i disposaven d'especial protecció forestal, van perdre aquestes catalogacions i pogueren ser explotats arran de l'incendi. A mitjans de la dècada del 1990 els terrenys van ser adquirits per la dona de l'expresident de la Generalitat Valenciana Eduardo Zaplana a preu de saldo, per a dos mesos després canviar temporalment la llei que prohibia la construcció i no replantació dins de terrenys d'aquest tipus. Dues setmanes després de la requalificació dels terrenys i venda a la Generalitat Valenciana, aquesta llei va tornar al seu estat original generant unes plusvàlues a la família Zaplana d'un 464%. Durant la construcció la majoria de llocs directius i obres de construcció van ser cedits a personal vinculades a la família Zaplana.
Va ser inaugurat al juliol del 2000 pel Príncep Felip. En 2001, va passar a ser gestionat per Paramount Parks, però a causa de les greus pèrdues acumulades el contracte va ser rescindit prematurament en 2004.
En el 2004 l'empresa que gestiona el parc va ser a la Suspensió de pagaments per a evitar la fallida. A més, el parc ha sigut una de les principals acusacions que s'han fet cap a Eduardo Zaplana i el seu executiu quan era president del País Valencià. En el 2006, l'emissora de ràdio Cadena Ser va traure a la llum unes cintes de gravació en les quals uns empresaris acusen a l'expresident Zaplana de cobrar comissions i exagerar les factures de la construcció del parc.
En 2012, Terra Mítica va ser venut a l'empresa Aqualandia per 67 milions d'euros, quan el complex va costar a les arques públiques i el sector financer valencians un mínim de 377 milions.

### Cas Terra Mítica
El Cas Terra Mítica investiga un presumpte frau realitzat mitjançant una trama de factures falses.
Aquesta mateixa trama també està involucrada en altre cas de presumpte frau relacionat amb la Societat de Projectes Temàtics de la Comunitat Valenciana.

## Ambientació i representació històrica
El parc es basa en la representació de diverses cultures mediterrànies: la grega, la romana i l'egípcia. Amb l'objectiu de plasmar l'ambientació d'aquestes cultures, s'hi va dur a terme la construcció de diverses rèpliques més o menys exactes de ponts i monuments artístics i històrics. Entre altres, es poden contemplar només entrar al parc el pòrtic en què apareix el faraó fent diferents ofrenes als déus, el qual es pot visitar en el Museu Egipci de Berlín. Una vegada dins del parc, el visitant pot contemplar l'obelisc "l'agulla de Cleopatra" (l'original del qual es troba en l'actualitat a Londres), una reconstrucció del Far d'Alexandria, la rèplica d'una casa senyorial de Pompeia i diferents palaus grecs, entre d'altres.

## Zones del Parc

### Egipte
"Els misteris geomètrics dels faraons"

#### Atraccions
- Port d'Alexandria
- La Piràmide del Terror: Passejada del Terror de previ pagament extra
- Les cascades del Nil: Atracció tipus Log Flume amb dues caigudes de 20 i 13 metres. La 2a Caiguda és d'esquena.
- Akuatiti: Versió Infantil de Cascades del Nil

#### Espectacles
- Sons del Mar: Espectacle de nit amb pirotècnia, làsers, fonts...
- Oceànides: Espectacle de dia amb fonts i música
- Amed'
- Dances de Karnak
- Mític i Babà: Mascotes del Parc

### Grècia
"Emocions Olímpiques i valor des d'Atenes"

#### Atraccions
- El Laberint del Minotaure: Una de les atraccions més cares de la història, amb espectaculars Animatronics (Robots), odorames, efectes especials... L'Atracció està dins d'una reproducció del Temple de Knossos, i té 4 sales per a fer cua, a més de pantalles explicatives. T'endinsaràs a un món d'obscuritat, i amb la teua pistola hauràs de matar el nombre més gran de bèsties que pugues per a aconseguir derrotar el Minotaure, que t'aguaita en una sala final. Esfinxs, Hidres, Dracs gegants o Lleons d'or t'estan aguaitant dins d'aquest Laberint. És considerada una de les millors atraccions de recorregut del món.

| El Laberint del Minotaure | -                            |
| ------------------------- | ---------------------------- |
| Nombre d'Animatrònics     | 74                           |
| Dianes totals             | 193                          |
| Superfície                | 3000 m²                      |
| Nombre de Sales           | 14                           |
| Capacitat per hora        | 1400 pers./hora)             |
| Constructors              | Beybe, EFT, Sally Corp i GPD |

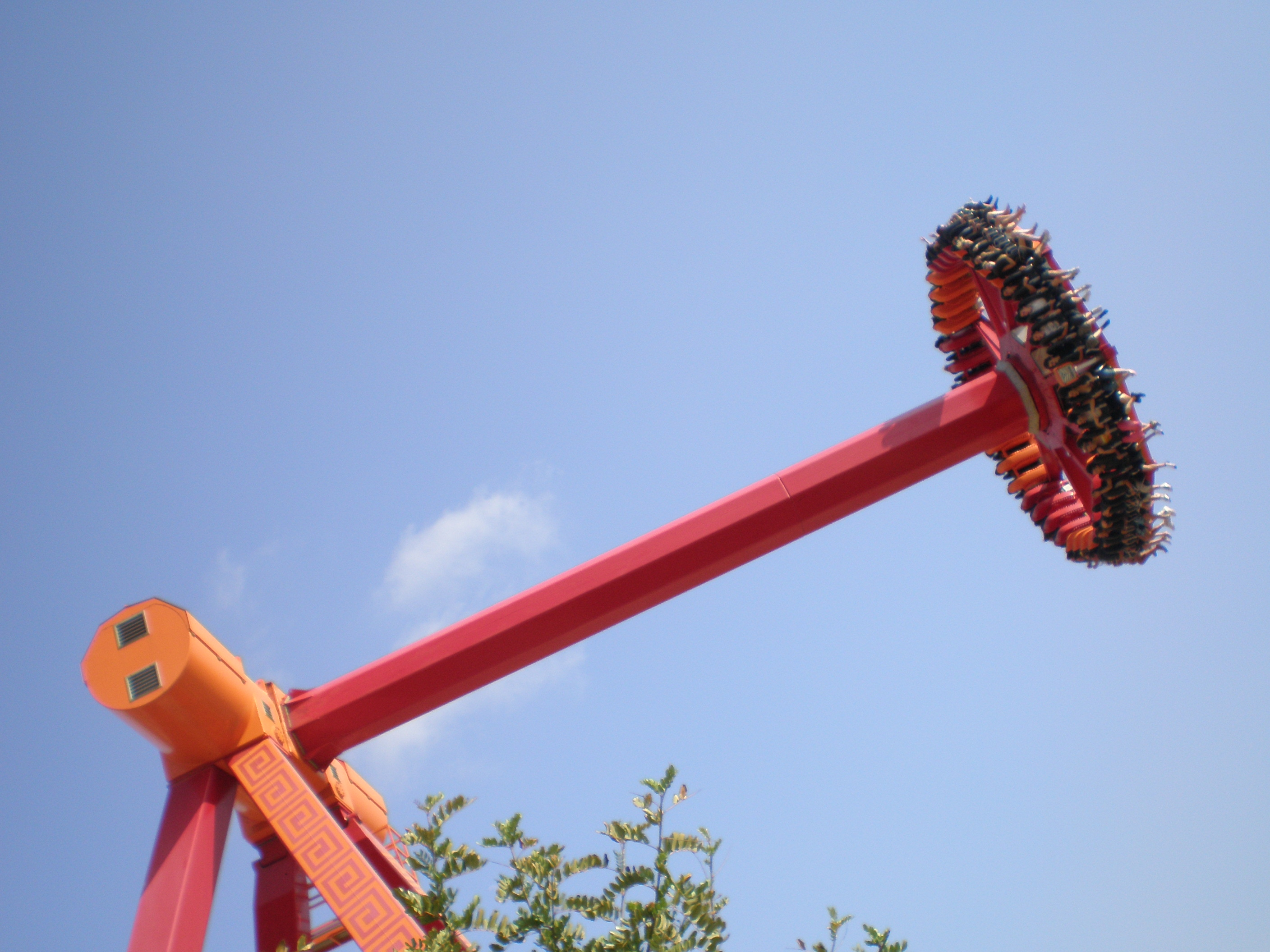
Synkope

- Temple de Kinetos - El Guerrer de l'Alba: Simulador
- SynKope: L'atracció més espectacular del parc, amb 90 km/h de velocitat punta i una altura de 35 metres, balanceja't i gaudeix de la velocitat.
- La Fura de Tritó: Atracció tipus Splash amb dues caigudes, i una altura màxima de 25 metres. És l'atracció més llarga i alta d'aquest tipus a tot Espanya.
- Alucinakis
- Arriarix

#### Espectacles
- El Fugitiu
- El Comerciant Màgic
- El somni de les Nàiades

### Roma
"L'imperi més espectacular"

#### Atraccions
| Magnus Colossus              | -        |
| ---------------------------- | -------- |
| Alçada                       | 36,3 m   |
| Llargària del recorregut     | 1149.7 m |
| Durada del recorregut(min:s) | 2:10     |
| Velocitat màx (KPH)          | 96 km/h  |
| Capacitat per tren           | 28 (4×7) |

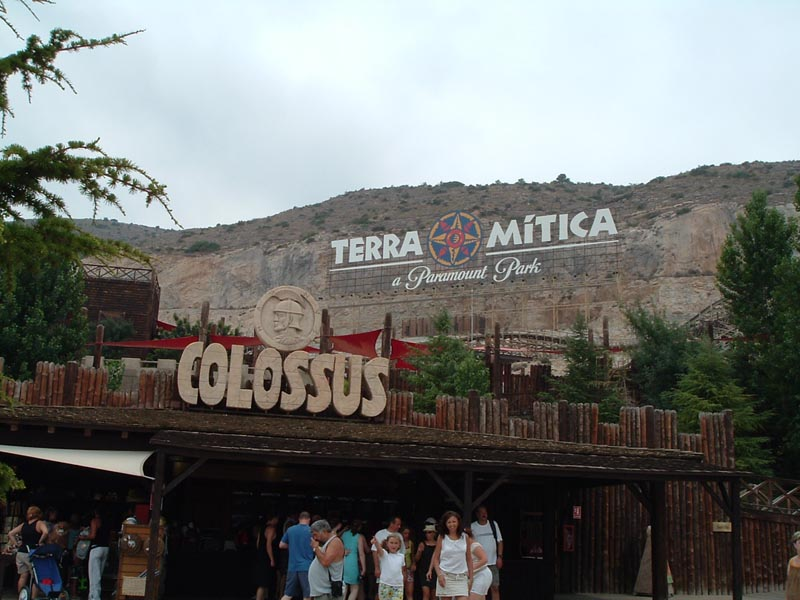
Colossus

- Magnus Colossus: La muntanya russa de fusta que més ocupa de tot Europa i la més rápida d'Espanya,[14] amb una velocitat de quasi 100 km/h i 36 metres d'alçada. Una de les poques coasters al món amb una "Double Drop", o doble caiguda, que produeix un gran air-time o sensació d'ingràvides molt demanda entre els admiradors d'aquestes atraccions.

- El Vol del Fènix: Caiguda lliure o Giant Drop de 60 metres d'alçada. Tarda poc més de 3 segons a baixar els 60 metres d'alçada total de la torre.
- Inferno: Muntanya russa en la qual els carros giren de forma lliure verticalment, el que propicia que aquests, al llarg del recorregut, es balancegin i girin sobre si mateixos aconseguint figures de fins a 360°
- Vertigum
- Torbellinus
- Tentàculus
- Ayquesustus
- Serpentinum
- Runtundus
- Zona Infantil i Fira Romana

#### Espectacles
- Reials Titelles
- Lluita de Gladiadors
- Teatre de Titelles
- Mític

### Ibèria

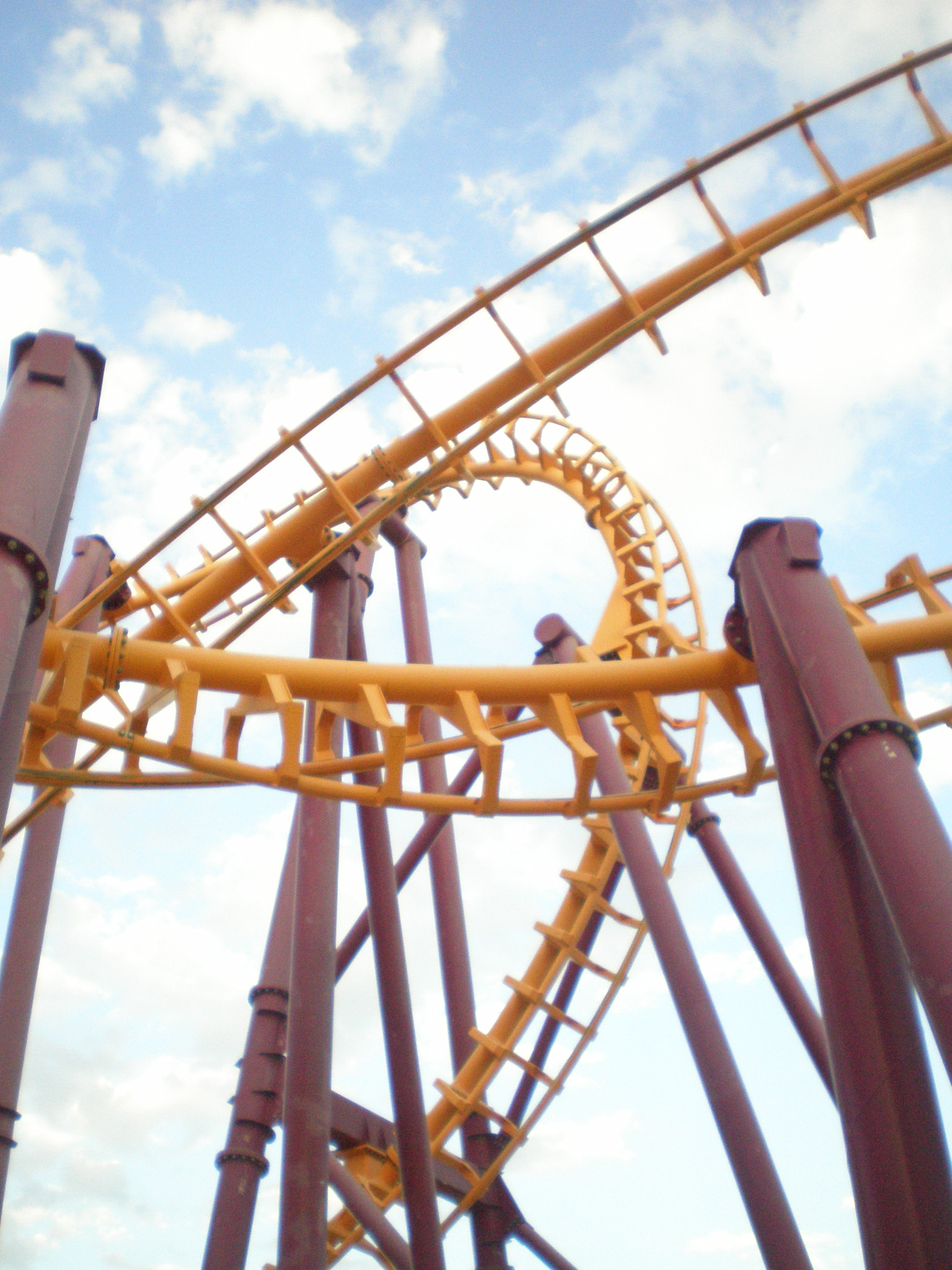
Tizona

"Velocitat al costat de la mar"

#### Atraccions
- Tren Brau: Muntanya Russa Familiar
- Ariets: Els famosos autos de xoc, però tematitzats en cabres i animals de camp.
- Jabato: Autos de xoc per a xiquets
- El Moll
- Tizona: Muntanya russa d'acer invertida, amb 689 metres de llargària, una alçada de 33,3 metres i una velocitat punta de 80 km/h, és una de les atraccions més demandades del parc. Les seues 5 inversions, i el fet d'anar amb els peus "penjant" són els seus principals punts a favor. En eixir de l'atracció, trobes una sensació de borratxera.

| Tizona                       | -           |
| ---------------------------- | ----------- |
| Alçada                       | 33,3 metres |
| Llargària del recorregut     | 689 metres  |
| Durada del recorregut(min:s) | 1:36        |
| Velocitat màx (KPH)          | 80 km/h     |
| Capacitat per tren           | 20 (2x10)   |
| Nombre d'inversions          | 5           |

#### Espectacles
- El Torneig
- Arrels. El Cavall Espanyol
- Les Visions de Colom
- Barbaroja: Amb nou xou per a 2007 Per Confirmar

### Les Illes
"El refrescant centre de la Diversió"

#### Atraccions
- El Rescat d'Ulisses: Atracció de Recorregut on hauràs d'ajudar a Telèmac a salvar a Ulisses de les profunditats marines
- Ràpids d'Argos: Ràpids Aquàtics
- Mithos: Carrussel Mític
- La Còlera d'Akiles: La Novetat 2006 a Terra Mítica, una gran barca que a 16 metres del sòl fa moviments de fins a 90°. Atracció Familiar
- NintendoPolis: Sala de Videojocs patrocinada per Nintendo
- Cinema Infantil - Teatre de Pandora

#### Espectacles
- Pandoro i Andròmaca
- El Cor de Samos
- Gotes de la Mar Egea
- Teleskopiks

## On menjar

### Menjar Ràpid
Egipte
- Tebas Sports Bar
- La Fira dels Déus
- KurKur
- Pita Ra-Pit
- Tutan Sabor

Grècia
- Plaka

Ibèria
- El Pintxo

Les Illes
- Rodas

### Self Service
- Pica Picae (Roma)
- Les Gavines (Ibèria)

### Restaurants Confort
- L'Almadrava (Ibèria) - Sabors Mediterranis al voltant d'un entorn únic.
- Acrópolis (Grècia) - Al punt més alto de la muntanya de l'Olimp, cuina elaborada de tot Europa.
- Luxor (Egipte) - Sabors variats a l'interior d'un temple de la Vall dels Reis.
- Via Apia (Roma) - Les millors pastes i carns dins de La Casa del Faune, edifici històric de Pompeia.

### Cafè, Gelats, Entrepans, etc
Egipte
- Shuccaran
- Tebas
- Saqqara

Grècia
- Ática
- Minos

Roma
- Pompeia
- Famélicus

Ibèria
- La Mar de Colors
- Puig Campana

Les Illes
- Éolo

## Atraccions retirades

### Egipte
- El Misteri de Kèops (2000-2004): Atracció de recorregut on sofries una maledicció faraònica.

### Les Illes
- Les Sorpreses dels Déus (2000-2003): Atracció/Cinema Multimèdia amb Robots, Efectes especials, làsers...

### Grècia
- Pel·lícules del Simulador:
  - L'Esperit d'Olímpia (2000-2002)
  - El Temple Perdut (2002-2006)
  - El Guerrer de l'Alba (2006-¿?)

## Prepara la teua visita

### Calendari
Terra Mítica té dues temporades, baixa i alta.
- Consultar dies d'obertura a la web oficial, calendari irregular

### Horaris
- En temporada baixa hi ha dos tipus d'horaris:
  - de 10.00 h a 20.00 h
  - de 10.00 h a 22.00 h (dies festius)
  - [Les atraccions es tanquen abans de la cloenda del parc]

- En temporada alta l'horari és de 10.00 h a 1.00h. Les atraccions tanquen al voltant de les 22.00 h, i entre les 22.00 h i la 1.00 h es fan animacions a l'àrea d'Egipte, a més, hi ha diverses atraccions de pagament extra, espectacles especials, i un espectacle nocturn amb làsers, llum, aigua, foc...

### Tarifes i tipus d'entrada
| Preus               | 1 dia  | 2 dies | Vesprada/nit |
| ------------------- | ------ | ------ | ------------ |
| Adult 1 dia         | 34 €   | 48 €   | 21 €         |
| Júnior/sènior 1 dia | 25.5 € | 35 €   | 16.5 €       |
| Discapacitats       | 22 €   | 31 €   | -            |
| Xiquets 0-4 anys    | Gratis | Gratis | Gratis       |